# ARCNET

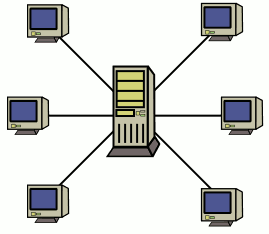
Xarxa ARCnet en estrella

ARCNET, sigles del terme anglés: Attached Resource Computer NETwork , va ser una arquitectura de xarxa d'àrea local que utilitza la tècnica d'accés de "token", com el token ring. Va ser desenvolupada per Datapoint Corporation, el 1977. Coneguda també com a CamelCased, ARCnet, ARCANET. La topologia física és en forma d'estrella, mentre que la topologia lògica és en forma d'anell, utilitzant cable coaxial i concentradors passius (fins a quatre connexions) o actius.

## Característiques
- Encara que utilitzen topologia en bus, sol emprar-se un concentrador per distribuir les estacions de treball usant una configuració en estrella.[1]
- El cable que fan servir sol ser coaxial, tot i que el parell trenat és el més convenient per cobrir distàncies curtes.
- Utilitza el mètode de "token", encara que físicament la xarxa no sigui en anell. En aquests casos, a cada màquina se li dona un número d'ordre i s'implementa una simulació de l'anell, en la qual el "token" o testimoni utilitza aquests números d'ordre per guiar-se.
- El cable utilitza un connector BNC amb gir de 90°.[1]

## Velocitat
La velocitat de transmissió rondava els 2 Mbps, encara que al no produir-se col·lisions el rendiment era equiparable al de les xarxes Ethernet més ràpides.
Per a velocitats de transmissió de 2,6 Mbits/s., suportava longituds de fins a 609 m (2000 peus).

## Història
ARCNET és un protocol de xarxa d'àrea local (LAN), similar en propòsit al Protocol Ethernet o al Token ring. ARCNET va ser el primer sistema extensament disponible per a l'establiment d'una xarxa per a microordinadors i va arribar a ser popular, per a les tasques d'ofimàtica, en la dècada de 1980. Originalment, ARCNET utilitzava el cable coaxial de RG-62 / U i "concentradors" passius o actius en una topologia de bus star-wired .
En el moment de la seva més gran difusió, ARCNET gaudia de dos avantatges importants sobre Ethernet:.
1. El bus  star-wired , era molt més fàcil de construir i d'ampliar-(i era més fàcilment conservable) que el bus Ethernet lineal.
2. La distància del cable, els funcionaments de cables coaxials d'ARCNET es podien ampliar 610 m (2000 peus) entre els  hubs  actius o entre un "concentrador" actiu i un node final, mentre que Ethernet final del RG -58 usada el més extensament possible en aquella època estava limitat a una llargària màxima de 183 m (600 peus) d'extrem a extrem.

Per descomptat, ARCNET requeria un concentrador actiu o passiu entre els nodes si hi havia més de dos nodes a la xarxa, mentre que Ethernet finalment va permetre que els nodes fossin espaiats a qualsevol punt al llarg del cable coaxial lineal, però caldir que els hubs passius d'ARCNET eren molt barats.
Per accedir al bus, ARCNET utilitza un esquema "token", una mica diferent del fet servir per Token ring. Quan els parells estan inactius, es passa un sol missatge "simbòlic" al voltant de la xarxa de màquina a màquina, i no es permet a cap parell utilitzar el bus a menys que tingui el "token". Si un parell en particular vol enviar un missatge, espera a rebre el "token", envia el seu missatge, i després passa el "token" actiu a l'estació següent. Cada escenari té els seus avantatges: ARCNET afegeix un petit retard en una xarxa inactiva mentre que una estació abans d'enviar espera a rebre el "token", Ethernet en canvi es pot degradar dràsticament si molts parells intenten difondre senyals al mateix temps. Van començar a entrar en desús a favor de les xarxes Ethernet en baixar els preus d'aquestes últimes.Tot i que ara ARCNET és rarament utilitzat per a noves xarxes generals, la base instal·lada decreixent encara necessita suport i conserva un lloc important en el control industrial.